# Valentina Islamova
Valentina Ivanovna Islamova –en ruso, Валентина Ивановна Исламова– (18 de marzo de 1992) es una deportista rusa que compite en lucha libre (desde el año 2018 bajo la bandera de Kazajistán).
Ganó una medalla de bronce en el Campeonato Mundial de Lucha de 2019, en la categoría de 50 kg. En los Juegos Europeos de Bakú 2015 obtuvo una medalla de bronce en la categoría de 48 kg.

## Palmarés internacional
| Representando a Rusia      |                        |                   |           |
| Juegos Europeos            |                        |                   |           |
| Año                        | Lugar                  | Medalla           | Categoría |
| 2015                       | Bakú (Azerbaiyán)      | Medalla de bronce | 48 kg     |
| Representando a Kazajistán |                        |                   |           |
| Campeonato Mundial         |                        |                   |           |
| Año                        | Lugar                  | Medalla           | Categoría |
| 2019                       | Nursultán (Kazajistán) | Medalla de bronce | 50 kg     |